# やじるしになって!/七色アーチ
「やじるしになって！／七色アーチ」（やじるしになって！／なないろアーチ）は、松本梨香／ポケモンBW合唱団／MADOKA.のシングル。2012年7月18日にピカチュウレコードから発売された。

## 概要
松本梨香にとっては前作「ベストウイッシュ!」から1年8ヶ月ぶりのリリースとなる2012年1作目のシングル。
テレビアニメ『ポケットモンスター ベストウイッシュ シーズン2』オープニングテーマの「やじるしになって！」と、『ポケットモンスター ベストウイッシュ』エンディングテーマの「七色アーチ」を収録。さらに、ボーナストラックとしてテレビアニメ『ポケットモンスター ダイヤモンド&パール』のエンディングテーマとして起用された「君の胸にLaLaLa」が収録されている。
ディスクジャケットには、サトシ、アイリス、デント、ヒカリ、シロナ、ピカチュウ、ミジュマル、ヤナップ、キバゴ、エモンガ、ポッチャマ、ヘイガニ、イーブイ、グレイシア、ルカリオ、リオル、ガブリアス、カイリュー、ダイケンキ、ジャローダ、エンブオーが描かれていて、『ベストウイッシュ シーズン 2』のポスターと同じイラストになっている。イラストはアニメーション制作を手掛けているOLM Team Katoによる描き下ろし。
本作を最後に『ピカチュウレコード』レーベルが消滅。2013年以降のオープニングテーマは、アニメ、映画ともに『ソニー・ミュージックレーベルズ』の歌手が起用されることになった。そのため、松本はしばらくアニメ、映画のオープニングテーマを担当していなかったが、『ポケットモンスター XY&Z』のオープニングテーマの「XY&Z」より松本も『ソニー・ミュージックレーベルズ』で主題歌を発表することになった。

### やじるしになって！
松本梨香の歌唱する「やじるしになって！」は、テレビアニメ『ポケットモンスター ベストウイッシュ シーズン2』及び『劇場版ポケットモンスター ベストウイッシュ キュレムVS聖剣士 ケルディオ』のオープニングテーマ、セブンイレブン『ポケモンスタンプラリーキャンペーン』に起用された。
松本梨香は「ベストウイッシュ！」に引き続き、単独でのOP担当となったが、松本梨香が連続でテレビアニメ『ポケットモンスター』のオープニングテーマを担当するのは、『ポケットモンスター』の初代OPの「めざせポケモンマスター」、2代目の「ライバル!」、3代目の「OK!」の3連続以来となった。
また翌年にはこの曲のリミックス版となる鳴瀬シュウヘイのアレンジによる「やじるしになって！2013」も制作され、同じく『ベストウイッシュ シーズン2』のオープニング曲となったが、長らくCD未収録となっていた。使用から10年後の『ポケモンTVアニメ主題歌 BEST OF BEST OF BEST 1997-2023』で初めてテレビサイズが音源化されたが、フルサイズは発売されていない。

### 七色アーチ
「七色アーチ」は、奥井亜紀、江崎とし子、あきよしふみえによる、ポケモンBW合唱団の曲。テレビアニメ『ポケットモンスター ベストウイッシュ』のエンディングテーマとして使用され、本シングル収録前には2012年3月7日から配信楽曲としてリリースされていた。

## チャート成績
2012年7月30日付のオリコン週間シングルチャートで57位を獲得。初動売上は0.1万枚を記録し、前作から約0.1万枚減少した。デイリーチャートでは7月18日付で最高位の38位を獲得した。
2012年7月30日付のBillboard JAPAN Hot Singles Salesで55位、Billboard JAPAN Hot Animationで19位を獲得した。松本のシングル作品がHot Animationチャートにランクインするのは初。

## 批評
「やじるしになって！」について、HotShotDiscsの平賀哲雄は「側にいる仲間と"やじるし"のように前へと突き進むという少年の様な真っ直ぐな歌である」と評した。

## 収録曲
1. やじるしになって! [4:02]
歌：松本梨香
作詞：戸田昭吾、作曲・編曲：たなかひろかず、コーラスアレンジ&コーラス：河野陽吾、ギター：中根純一
  - テレビアニメ『ポケットモンスター ベストウイッシュ シーズン2』オープニングテーマ

『ベストウイッシュ シーズン2』第24話、第25話で挿入歌として使用された。
2. 七色アーチ [3:34]
歌：ポケモンBW合唱団（奥井亜紀、江崎とし子、あきよしふみえ）、コーラス：高橋秀幸
作詞：ピカチュウPJ-2012、作曲：江崎とし子、編曲：後藤康二
  - テレビアニメ『ポケットモンスター ベストウイッシュ』エンディングテーマ
3. 君の胸にLaLaLa（ボーナストラック） [3:40]
歌：MADOKA.
作詞：渡辺なつみ、作曲：綾部薫、編曲：三浦一年、コーラスアレンジ&コーラス：高橋哲也
  - テレビアニメ『ポケットモンスター ダイヤモンド&パール』エンディングテーマ
4. やじるしになって!（オリジナルカラオケ） [4:02]
5. 七色アーチ（オリジナルカラオケ） [3:32]